# 전라남도교육연구정보원
전라남도교육연구정보원(全羅南道敎育硏究情報院)은 교육의 이론과 실제에 대한 연구·조사와 체계적이고 종합적인 교육정보 지원체제를 구축하여 교육현장을 지원하기 위하여 전라남도교육청 산하에 설치된 소속기관이다.